# Stopplaats Oostdijk
Oostdijk (Ok) is een voormalige stopplaats van de Zeeuwse Lijn tussen Krabbendijke en Kruiningen-Yerseke. Het station van Oostdijk was open van 1 juli 1870 tot een onbekende datum.